# Virialsatsen
Virialsatsen är ett samband inom mekaniken som beskriver hur tidsmedelvärdet av rörelseenergin hos ett mångpartikelsystem fördelar sig. Satsen har fått stor användning inom astronomin med gravitationellt bundna system som galaxer och stjärnhopar, för vilka tidsmedelvärdet av deras totala kinetiska energi är dubbelt så stor som summan av stjärnornas potentiella energi.

### Referenslitteratur
- Lev Landau och Lifshitz; Mechanics: Course of Theoretical Physics Volume 1 -  3:e uppl (1976), 16:e tryckn 2003. ISBN 0-7506-2896-0

(Den första volymen av Landau och Lifshitz klassiska läroboksserie i teoretisk fysik. Ganska avancerad och kräver förkunskaper, men har en enkel härledning av den skalära virialsatsen.)
- James Binney & Scott Tremaine: Galactic Dynamics, Princeton Series in Astrophysics. Princeton University Press, Princeton, N.J. (1988), 3:e tryckn 2003. ISBN 0-691-08445-9

(Här finns tensoriell generalisering och tillämpningar.)
- G. W. Collins;  The Virial Theorem in Stellar Astrophysics, Pachart Press (1978)